# Acid folic
Acidul folic (și anionul său, folat; denumit și vitamina B9, vitamina M sau folacină) este un tip de vitamina B, cu foarte multe roluri importante în organismul uman. În organism se regăsește sub formă de ion folat, și este introdus în alimente ca stabilizator în timpul procesării și depozitării. Folatul este necesar pentru organism pentru sinteza ADN și ARN și pentru metabolizarea aminoacizilor necesari pentru procesul de diviziune celulară. Acest compus nu este sintetizat de către corpul uman, așadar pentru om singura sursă este cea dietară, fiind astfel un nutrient esențial pentru funcționare. Foarte multe alimente conțin acid folic.
Consumul insuficient de acid folic duce la deficiență de vitamină. Acest lucru poate duce la un tip de anemie megaloblastică în care celulele roșii din sânge devin anormal de mari. Simptomele pot include senzație de oboseală, palpitații ale inimii, dificultăți de respirație, răni deschise pe limbă și modificări ale culorii pielii sau părului. Deficiența de folat la copii se poate dezvolta într-o lună de la un aport alimentar slab.  La adulți, acidul folic total normal este între 10 și 30 mg, cu niveluri sanguine mai mari de 7 nmol/L (3 ng/mL).
Ca medicament, este utilizat ca antianemic. Se află pe lista medicamentelor esențiale ale Organizației Mondiale a Sănătății.

## Istoric
Acidul folic a fost descoperit în 1939 după o serie de studii relative a terapiei de tratare a unei forme de anemie la pui de găină provocată în mod voluntar. 

## Alimente
Cantități mari de acid folic conținute în :
- zarzavaturi cu frunze: spanac, salată, asparagus, ridichi
- legume proaspete sau seci, precum fasolea, mazărea, lintea, broccoli
- cereale sau produse din cereale (pâine, făină, cereale de mic dejun)
- gălbenușul ouălor.
- drojdia
- semințele de floarea soarelui
- rinichii și ficatul

Cantități moderate sunt conținute în anumite fructe sau sucuri de fructe din:
- Alune, portocale, banane

## Simptome ale deficienței
- Anemie megaloblastică;
- Scăderi în greutate;
- Diaree;
- Uneori cancer